# 舒格菲爾德 (加利福尼亞州)
蘇加菲爾德（英語：Sugarfield）是位於美國加利福尼亞州優洛縣的一個非建制地區。該地的面積和人口皆未知。

## 地理
蘇加菲爾德的座標為38°42′50″N 121°45′13″W / 38.71389°N 121.75361°W，而該地的平均海拔高度為18米（即59英尺）。